# Manuel Huerta Cardeñas
Manuel Huerta Cardeñas –conocido como Manny Huerta– (La Habana, 22 de marzo de 1984) es un deportista estadounidense que compitió en triatlón.
Ganó una medalla de plata en los Juegos Panamericanos de 2011 en la prueba masculina individual. Desde 2013 participó bajo la bandera puertorriqueña.

## Palmarés internacional
| Representando a Estados Unidos |                      |                  |            |
| Juegos Panamericanos           |                      |                  |            |
| Año                            | Lugar                | Medalla          | Prueba     |
| 2011                           | Guadalajara (México) | Medalla de plata | Individual |